# Sea Bird
Sea Bird, född 1962, död 1973, var ett franskfött engelskt fullblod, mest känd för att ha segrat i i två av Europas mest prestigefyllda löp, Epsom Derby och Prix de l'Arc de Triomphe. Hans Timeform-rating på 145 är fortfarande (2022) den näst högsta ratingen efter Frankel, som har 147.

## Bakgrund
Sea Bird var en fuxhingst efter Dan Cupid och under Sicalade (efter Sicambre). Han föddes upp och ägdes av Jean Ternynck. Han tränades under sin tävlingskarriär av Etienne Pollet och reds oftast av Pat Glennon.
I Frankrike var hästen känd som Sea-Bird, en stavning som även kom att användas senare. När han tävlade utomlands och stod på stuteri kallades han vanligtvis "Sea Bird II". Av Timeform hänvisades han till som "Sea-Bird II" .

## Karriär
Sea Bird tävlade mellan 1964 och 1965, och sprang in 646 906 dollar på 8 starter, varav 7 segrar och 1 andraplats. Han tog karriärens största segrar i Epsom Derby (1965) och Prix de l'Arc de Triomphe (1965). Han segrade även i Critérium de Maisons-Laffitte (1964), Prix Greffulhe (1965), Prix Lupin (1965) och Grand Prix de Saint-Cloud (1965).
Sea Birds enda förlust kom i Grand Critérium, då han kom på andra plats efter stallkamraten Grey Dawn, som var favoritspelad efter att ha vunnit Prix Morny och Prix de la Salamandre. Löpet var det enda som jockeyn Maurice Larraun red Sea Bird i.

### Som avelshingst
Innan Sea Birds sista start, betalade den amerikanske uppfödaren John W. Galbreath ägaren Jean Ternynck 1 350 000 dollar för att låta Sea Bird stallas upp för fem års avelstjänst på Darby Dan Farm i Kentucky. Efter två ettåriga förlängningar av avtalet återvände Sea Bird till Frankrike efter avelssäsongen 1972, men utvecklade kolit och dog i april 1973.

## Statistik
| Datum             | Bana             | Distans    | Race                          | Jockey          | Vikt | Plac | Marginal  |
| ----------------- | ---------------- | ---------- | ----------------------------- | --------------- | ---- | ---- | --------- |
| 2 september 1964  | Chantilly        | 7 furlongs | Prix de Blaison               | Pat Glennon     | 8-10 | 1    | Hals      |
| 18 september 1964 | Maisons-Laffitte | 7 furlongs | Critérium de Maisons-Laffitte | Pat Glennon     | 8-7  | 1    | Hals      |
| 11 oktober 1964   | Longchamp        | 1 mile     | Grand Critérium               | Maurice Larraun | 8-11 | 2    | 2 längder |
| 4 april 1965      | Longchamp        | 1 mile 2½f | Prix Greffulhe                | Pat Glennon     | 9-2  | 1    | 3 längder |
| 16 maj 1965       | Longchamp        | 1 mile 2½f | Prix Lupin                    | Pat Glennon     | 9-2  | 1    | 6 längder |
| 2 juni 1965       | Epsom            | 1½ miles   | Epsom Derby                   | Pat Glennon     | 9-0  | 1    | 2 längder |
| 4 juli 1965       | Saint-Cloud      | 1 mile 4½f | Grand Prix de Saint-Cloud     | Pat Glennon     | 8-7  | 1    | 2½ längd  |
| 3 oktober 1965    | Longchamp        | 1½ miles   | Prix de l'Arc de Triomphe     | Pat Glennon     | 8-10 | 1    | 6 längder |

## Stamtavla
| Efter Dan Cupid | Native Dancer | Polynesian   | Unbreakable             |
| Efter Dan Cupid | Native Dancer | Polynesian   | Black Polly             |
| Efter Dan Cupid | Native Dancer | Geisha       | Discovery               |
| Efter Dan Cupid | Native Dancer | Geisha       | Miyako                  |
| Efter Dan Cupid | Vixenette     | Sickle       | Phalaris                |
| Efter Dan Cupid | Vixenette     | Sickle       | Selene                  |
| Efter Dan Cupid | Vixenette     | Lady Reynard | Gallant Fox             |
| Efter Dan Cupid | Vixenette     | Lady Reynard | Nerva                   |
| Undan Sicalade  | Sicambre      | Prince Bio   | Prince Rose             |
| Undan Sicalade  | Sicambre      | Prince Bio   | Biologie                |
| Undan Sicalade  | Sicambre      | Sif          | Rialto                  |
| Undan Sicalade  | Sicambre      | Sif          | Suavita                 |
| Undan Sicalade  | Marmelade     | Maurepas     | Aethelstan              |
| Undan Sicalade  | Marmelade     | Maurepas     | Broceliande             |
| Undan Sicalade  | Marmelade     | Couleur      | Biribi                  |
| Undan Sicalade  | Marmelade     | Couleur      | Colour Bar (Family 2-n) |